# フィンランドのオペラ

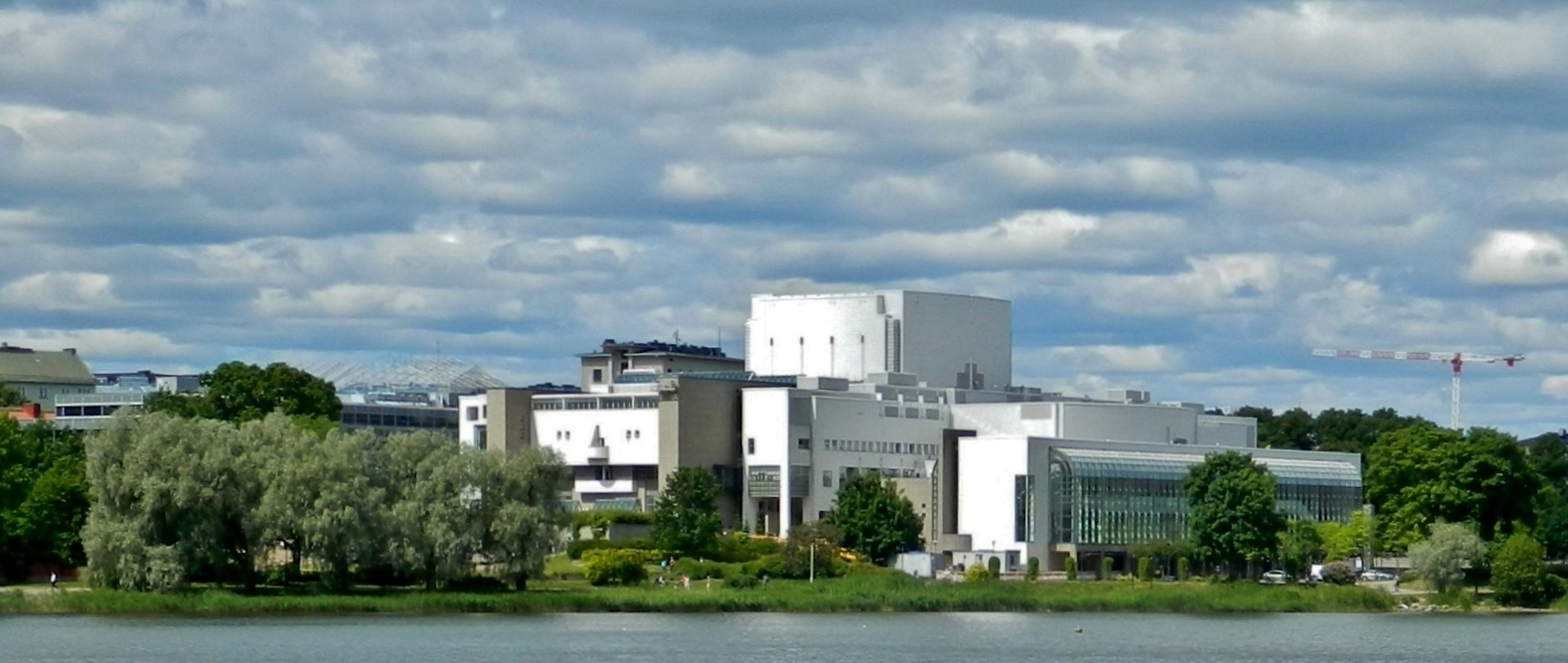
ヘルシンキにある、フィンランド国立歌劇団のオペラハウス。2016年撮影。

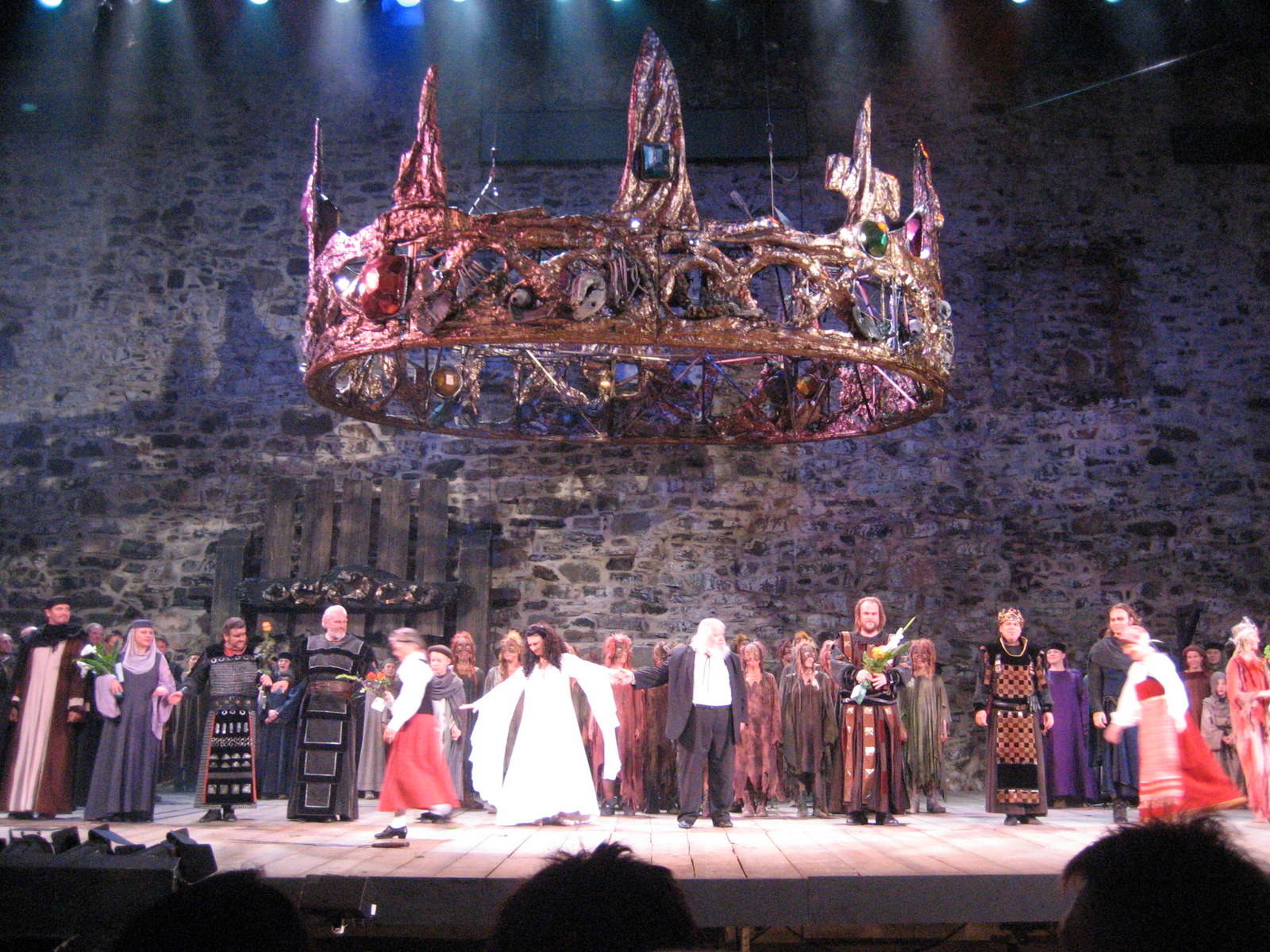
マクベスの終幕、2007年のサヴォンリンナ・オペラ・フェスティバルにて。

本項では、フィンランドのオペラ（英語: Finnish opera）について述べる。

## 歴史
フィンランドにおけるオペラの起源は18世紀末および19世紀まで遡る。フィンランド初のオペラ上演は一般的には1768年にトゥルクで行われた、カール・ゴットリーブ・セウエルリング（Carl Gottlieb Seuerling）一座によるヨハン・タイレ作『アダムとイヴ』の上演とされている。しかし、このときの上演にはオーケストラがない（従ってオペラではない）とする文献もある。
フィンランドで作曲された初のオペラ作品は『クング・カルス・ヤクト』（『カール王の狩猟』）で、フレドリク・パシウス作の音楽とザクリス・トペリウス作のリブレットが使われている。クング・カルス・ヤクトの初演は1852年3月24日にヘルシンキで行われた。
フィンランド語で行われた初のオペラ上演は1873年に行われたフィンランド劇場による『ランメルモールのルチア』の上演であり、当時劇団の会社はそのレパートリーにオペラ25から30本を有していた。
アイノ・アクテとエドヴァルド・ファゼルにより創設された歌劇団は1911年10月2日にはじめて演出し、後にフィンランド国立歌劇団になった。
サヴォンリンナ・オペラ・フェスティバルは毎年サヴォンリンナのオラヴィ城で行われるが、このオペラ音楽祭は1912年夏にアイノ・アクテによりはじめて行われた。
フィンランドが1917年に独立した後、元はロシアの財産であったアレクサンドル劇場はフィンランドの財産になった。劇場は「暫定的」にフィンランド歌劇団に与えられ、フィンランド歌劇団はオペラハウスが建てられるまでアレクサンドル劇場を70年間使用した。
フィンランド歌劇はヨーナス・コッコネンとアウリス・サッリネンの作品により1970年代に世界で評判になり、コッコネンが1975年に作曲したオペラ『最後の誘惑』は1983年にニューヨークのメトロポリタン歌劇場で上演、世界中で500回以上上演された。
有名なフィンランド出身のオペラ歌手はマルッティ・タルヴェラ、カリタ・マッティラ、ソイレ・イソコスキなどがいる。BBCミュージック・マガジンは2007年にマッティラを音盤時代における最高のソプラノ20人のうちの1人に選出した。
21世紀にはカイヤ・サーリアホの作品がよく上演されている。